# Aeroporto di Hassi Messaoud-Oued Irara - Krim Belkacem
L'Aeroporto di Hassi Messaoud-Oued Irara - Krim Belkacem (IATA: HME, ICAO: DAUH) (in francese: Aéroport de Hassi Messaoud Oued Irara-Krim Belkacem), definito come internazionale dalla Service d'Information Aéronautique, è un aeroporto algerino situato nel Deserto del Sahara nella parte nord orientale del Paese a 9 km a sud est di Hassi Messaoud, nella Provincia di Ouargla. Fu costruito dopo la scoperta da parte dei francesi di importanti giacimenti di petrolio nel 1956.
La struttura è dotata di una pista di conglomerato bituminoso lunga 3000 m e larga 45 m, l'altitudine è di 140 m, l'orientamento della pista è 36/18 ed è aperta al traffico commerciale 24 ore al giorno.
La struttura è intitolata a Krim Belkacem, (1922-1970), patriota e martire della rivoluzione algerina contro l'occupazione francese.